# Endless Harmony: The Beach Boys Story
Endless Harmony: The Beach Boys Story es un documental biográfico de 1998 dirigido por Alan Boyd. La película es una biografía de la banda de rock estadounidense The Beach Boys. El documental incluye grabaciones inéditas y entrevistas a los miembros de la banda, junto con entrevistas de músicos como Jackson Browne, Glen Campbell, Elvis Costello y Sean Lennon. La banda sonora del documental fue editada junto a la película.